# عبد الرحمن شلقم
عبد الرحمن شلقم (عربی: عبد الرحمن محمد شلقم)؛ (زادهٔ ۱۹۴۹) یک سیاستمدار لیبیایی است. وی وزیر امور خارجه لیبی در سالهای ۲۰۰۰ تا ۲۰۰۹ بود.

## زندگی‌نامه
عبد الرحمن شلقم در ۱۹۴۹ در غریفه (اوباری) در جنوب لیبی در یک خانواده محترم متولد شد. در سال ۱۹۷۲ در رشته خبرنگاری از دانشگاه قاهره مصر فارغ‌التحصیل شد. او به زبان‌های انگلیسی، ایتالیایی و فرانسوی صحبت می‌کند. بعنوان عضو کمیته نو آوری فرهنگی لیبی از آنجا که استعدادهای ادبی داشته اشعاری را به زبان انگلیسی و ایتالیایی ترجمه کرده‌است. او متأهل و دارای سه فرزند است.

## مناصب
از سال ۱۹۸۴ تا ۱۹۹۵، قبل از سمت وزیر امور خارجه، وزیر سفیر دفتر خلق لیبی (سفارت لیبی) در رم، ایتالیا بود. از سال ۱۹۹۸ تا ۲۰۰۰ وزیر امور خارجه در دبیرخانه کنگره عمومی مردم لیبی منصوب شد. از سال ۲۰۰۰ تا ۲۰۰۹ مسئول کمیته مردمی روابط خارجی و همکاری‌های بین‌المللی در لیبی بود. وی همچنین ریاست آکادمی لیبی در ایتالیا را را نیز عهده‌دار بود. موسی کوسا در ۴ مارس ۲۰۰۹ جانشین شلقم شد و سپس وی نمایندگی لیبی در شورای امنیت سازمان ملل منصوب که تا ۳۱ دسامبر ۲۰۰۹ لیبی مکان غیر دائم را برعهده داشت.

## مشاغل
- سردبیری نشریه الفجر الجدید در سالهای ۱۹۷۵ تا ۷۷
- مدیر کل آژانس خبری لیبی (۱۹۷۹–۱۹۸۱)[۳]